# Liza Soberano
Liza Soberano, född 4 januari 1998 i Santa Clara, Kalifornien, är en amerikansk skådespelare.
Soberano har bland annat medverkat i TV-serierna Forevermore och Dolce Amore. Hon har även medverkat i filmen Lisa Frankenstein.

## Filmografi (i urval)
- 2014–2015 – Forevermore (TV-serie)
- 2016 – Dolce Amore (TV-serie)
- 2024 – Lisa Frankenstein